# Lygniodes disparans
Lygniodes disparans är en fjärilsart som beskrevs av Walker 1858. Lygniodes disparans ingår i släktet Lygniodes och familjen nattflyn. Inga underarter finns listade i Catalogue of Life.